# ورزشگاه لندن رود
ورزشگاه لندن رود (انگلیسی: London Road Stadium) یا ورزشگاه وستون هومز یک ورزشگاه فوتبال در شهر پیتربورو، انگلستان است. این ورزشگاه که در سال ۱۹۱۳ تأسیس شده ۱۵٬۳۱۴ نفر ظرفیت دارد و ورزشگاه خانگی باشگاه فوتبال پیتربورو یونایتد محسوب می‌شود.

## نگارخانه

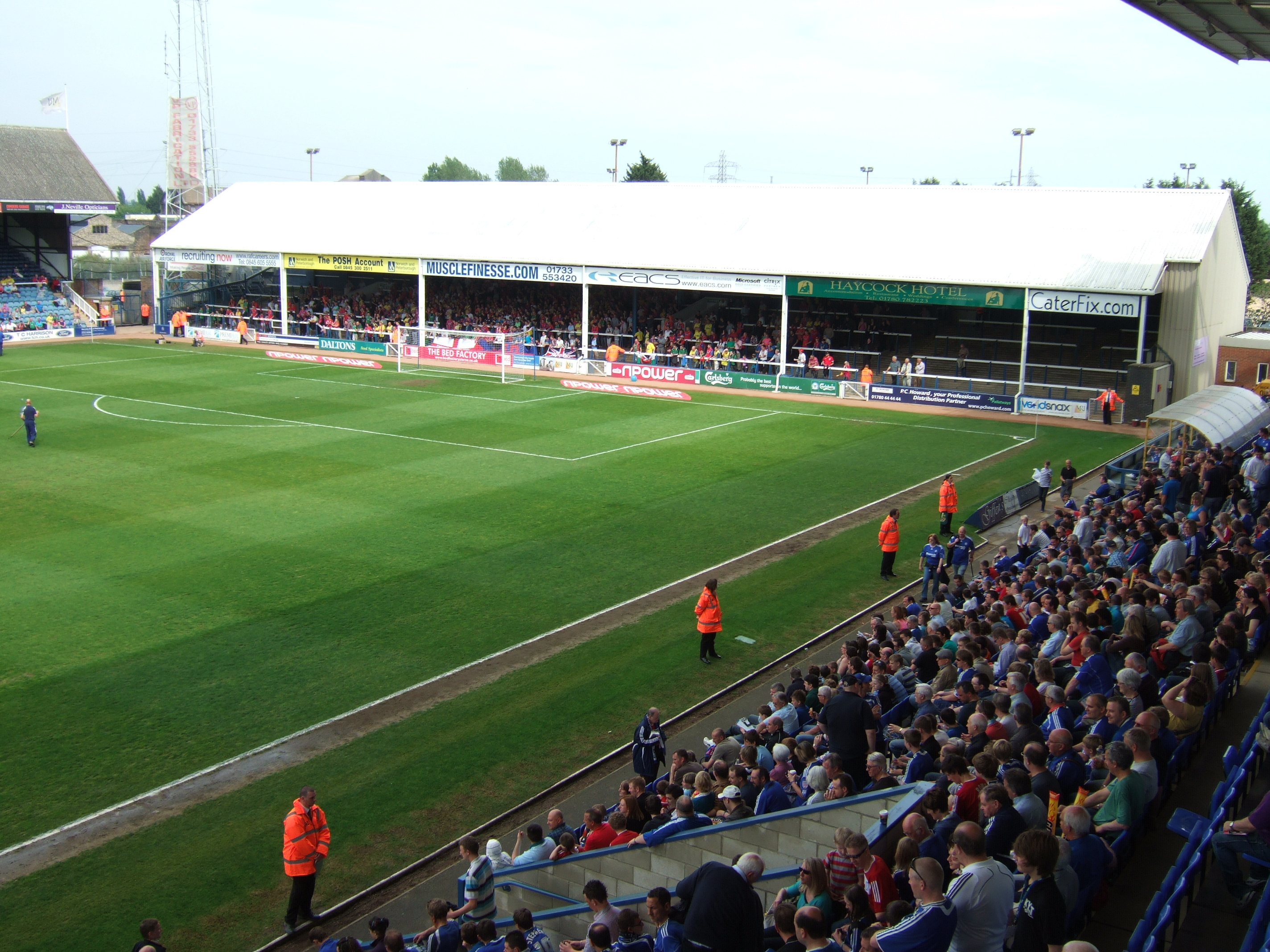
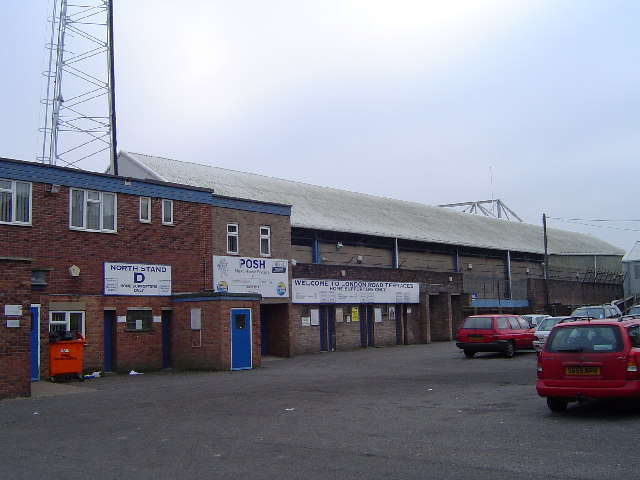